# Głównica (Jezierzany)
Głównica (niem. Aalkaten bei Jershöft) – przysiółek wsi Jezierzany, położony w województwie zachodniopomorskim, w powiecie sławieńskim, w gminie Postomino.